# Návnada (Star Trek)
Návnada (v anglickém originále Catspaw) je sedmý díl druhé řady seriálu Star Trek. Premiéra epizody proběhla 27. října 1967.
V České republice začíná 2. sezóna seriálu právě epizodou Návnada (zatímco v USA chronologie začíná dílem Čas amoku). V Česku se touto epizodou poprvé na obrazovkách objevil Pavel Čechov (Walter Koenig), mladý kormidelník, který se stal pevnou součástí posádky Enterprise.

## Příběh
Hvězdného data 3018.2 kosmická loď USS Enterprise (NCC-1701) vedená kapitánem Jamesem Tiberius Kirkem prozkoumává planetu, která je údajně bez forem života. Z výsadku, který tvořil vrchní inženýr Scott, poručík Sulu a pan Jackson, se vrátí jenom poslední jmenovaný a po výstupu z transportéru je mrtvý.
Kapitán Kirk se vydává na povrch spolu s panem Spockem a Dr. McCoyem, aby našli pohřešované členy posádky. Trikodér pana Spocka nehlásí žádné formy života, ale najednou všichni tři uvidí ohavné čarodějnice, které je varují před smrtí. Spock konstatuje, že šlo o jakousi projekci, ale záhy objevují starý hrad ve kterém upadají do zajetí. Probouzí se v žaláři, připoutáni vedle kostry v okovech. Kirk poznamenává, že všechno nápadně připomíná Halloween, když v tom se objevuje Scotty a Sulu. Od pohledu je vidno, že jsou v neznámém transu. Při pokusu napadnout je se Kirk a všichni ostatní objevují místnosti hradu, kde se setkávají s osobou připomínající čaroděje, která se představuje jako Korob. Korob se snaží hostům nabídnout diamanty a rubíny za jejich okamžitý odchod, ale Kirk mu vysvětluje, že pro ně nemají žádnou cenu, protože si je mohou vyrobit na lodi. Záhy se objevuje žena jménem Sylvie. McCoy si všímá jejího diamantu na krku. Když se kapitán zmocní phaseru od Scottyho, Sylvia ukazuje, jak jednoduše může zničit Enterprise, když dává její napodobeninu velikosti přívěsku nad svíčku. Kapitán je ve spojení s Čechovem, který potvrzuje, že teplota lodi neúnosně stoupá. Kirk musí rezignovat.
Kirk a Spock jsou opět uvězněni, ale Sylvia si nechává u sebe doktora McCoye. Když pro ně přijde s ostatními, je patrné, že je taky pod jakousi hypnózou. Korob a Sylvia se mezi sebou dohadují. Korob Sylvii vyčítá, že mučí jejich vzorky a zapomíná na jejich poslání. Když přivedou Kirka, Sylvie posílá Koroba pryč. Sylvia chce po Kirkovi dobrovolné spojení jejich myslí s tím, že on nahradí Koroba a může mít vše co chce. Kirk Sylvii svádí, ale ani jeden netuší, že je sleduje Korob. Najednou však Sylvia ze svého diamantu na krku zjišťuje, že jí Kirk jenom využívá, aby se dozvěděl, jak se osvobodit. Ve vzteku jej nechává odvést zpět do žaláře. Do vězení přichází Korob a uvolňuje jejich okovy. Vysvětluje, že takto je kontaktovat a získat pocity lidí nechtěli, že byl pro variantu mírového setkání. Kirk odmítá planetu opustit bez ostatních členů posádky, ale když následují Koroba, setkávají se s velkou kočkou. Po útěku do jiné cely Spock objevuje díru ve stropě, kudy se dostanou o patro výš, ale bez Koroba, který byl zavalen dveřmi, které vyrazila kočka v nadlidské velikosti. Jsou napadeni McCoyem a panem Sulu. Když se opět objevuje kočka, Kirk bere předmět podobný kouzelné hůlce, který si vzal od mrtvého Koroba. Oznamuje, že má transmitor o kterém předtím Sylvia mluvila. Ta se jej pokusí získat a teleportuje se s Kirkem od Spocka do jiné místnosti. Znovu naléhá, aby jí Kirk vydal transmitor, ale ten jej namísto toho rozbije o stůl.
Vše v momentě mizí a všichni se objevují zpět na nehostinné planetě. Na zemi jsou dvě miniaturní stvoření, Korob a Sylvia ve své pravé podobě. Spock pronese, že by bylo zajímavé je zachránit a studovat, ale než větu dokončí, tvorečci umírají. Společně se pak i se Scottem, Dr. McCoyem a panem Sulu vracejí na palubu Enterprise.